# Добродошао у мој живот (сингл)
Добродошо у мој живот је пета сингл плоча српске фолк певачице Наде Топчагић, издата 1979. године за ПГП РТБ. Обе нумере написао је Предраг Вуковић Вукас, а снимљене су уз оркестар Драгана Александрића. Након ове плоче Нада је снимила први студијски албум.

## Списак песама
| №  | Назив                   | Текст           | Музика                | Трајање |  |
| 1. | Добродошао у мој живот  | Руждија Крупа   | Предраг Вуковић Вукас |         |  |
| 2. | Једна срећа сад се гаси | Предраг Вуковић | Предраг Вуковић       |         |  |